# ФК Борац Бобота
Борац Бобота је фудбалски клуб из Боботе.

## Историја
Клуб је основан 1929. године као фудбалски клуб Сремац, да би 1945. године променио име у Борац.
У подсавезу Винковаца клуб се такмичио од 1962. године. Кроз квалификације 1964. године ушао је у Прву лигу подсавеза. Исте године у финалу купа и игра с чланом Друге лиге Југославије Динамом из Винковаца.
У периоду 1965—1983. године се такмичио у првој лиги Ногометног подсавеза Вуковара, где је у сезони 1975/76. освојио прво место. Освајањем другог места 1982/83. улази у међуопштинску лигу Славоније и Барање, а 1984. у Регионалну лигу Славоније и Барање. 
Године 1986. је осваја куп Подсавеза Вуковара победивши Борово, члана републичке лиге са 3:1. 1987. године игра финале купа Славоније и Барање са екипом НК Белишћа. 1988. године постиже највећи успех у историји клуба уласком у Републичку лигу Хрватске.
1994. године игра у Првој лиги Републике Српске Крајине - група Источна Славонија и Западни Сријем и на финалном турниру осваја треће место.
1998—2005. игра у Првој жупанијској лиги Вуковарско-сријемске жупаније. 2003. осваја прво место, а 2004. игра финале купа. 
Тренутно се такмичи се у 2. ЖНЛ Вуковарско-сријемској НС Вуковар.